# Brian Lloyd (roer)
Charles Brian Murray Lloyd (11. marts 1927 - 19. juli 1995) var en engelsk roer.
Lloyd var en del af den britiske otter, der vandt en sølvmedalje ved OL 1948 på hjemmebane i London. Briterne sikrede sig sølvmedaljen efter en finale, hvor de kun blev besejret af USA. Norge sikrede sig bronzemedaljerne. Besætningen i Storbritanniens båd blev desuden udgjort af Christopher Barton, Michael Lapage, Guy Richardson, Paul Bircher, Paul Massey, John Meyrick, Alfred Mellows og styrmand Jack Dearlove. Han var også med i otteren ved OL 1952 i Helsinki, hvor briterne sluttede på 4. pladsen.
Lloyd var, ligesom de øvrige roere i briternes 1948-otter, studerende ved University of Cambridge. I 1949, 1950 og 1951 var han med i båden der besejrede Oxford University i det traditionelle Boat Race på Themsen.

## OL-medaljer
- 1948:  Sølv i otter